# Гришин, Евгений Михайлович
Евгений Михайлович Гришин (14 января 1970) — советский и российский футболист, защитник и полузащитник.

## Биография
В начале 1990-х годов начал выступать на профессиональном уровне за «Дружбу» (Будённовск), играл во второй низшей лиге СССР и второй лиге России.
В ходе сезона 1992/93 перешёл в белорусский клуб высшего дивизиона «Торпедо» (Могилёв), выступал за него в течение двух лет. В начале 1995 года перешёл в клуб первой лиги «Трансмаш» из того же города, и в его составе в 1996 году стал победителем турнира первой лиги. В 1997 году вернулся в могилёвское «Торпедо», где провёл один сезон. Всего за автозаводский клуб сыграл в высшей лиге Белоруссии 41 игру.
В 1998 году играл в первой лиге Белоруссии за витебское «Динамо-Энергогаз», а в 1999 году — во второй лиге за «Озерцы» (Глубокое).
В 2000 году вернулся в Россию, провёл один сезон на профессиональном уровне за «Спартак» (Йошкар-Ола), затем играл за любительские команды.